# Testament de Peronella d'Aragó (1152)
El Testament de Peronella Ramires, reina d'Aragó i comtessa de Barcelona, fou el primer testament fet per aquesta reina el 4 d'abril del 1152, quan es trobava de part del seu primer fill Pere, que morí abans de la majoria d'edat.

## Context
El testament s'emmarca en la problemàtica sorgida arran del Testament d'Alfons I d'Aragó (1131) per la seva successió. El Regne de Saragossa fou ocupat per les tropes del rei Alfons VII de Castella, però la Santa Seu exigí l'acompliment del testament i l'entrega efectiva de les rendes que generaven els regnes que havien estat sota el domini del rei d'Alfons I d'Aragó als ordes militars. Per tal de concebre un successor, Ramir II d'Aragó s'havia casat amb Agnès de Poitiers, la qual acabava d'engendrar no un mascle, sinó una femella, Peronella d'Aragó, nascuda l'11 d'agost del 1136.

## Antecedents

### Tractat d'Alagón
Davant d'aquesta situació s'acordà el Tractat d'Alagón (1136) mitjançant el qual es pactà el casament entre el fill primogènit del rei Alfons VII de Castella, i l'acabada de néixer Peronella d'Aragó (que de resultes del tractat s'havia de passar a anomenar Urraca). El fet que suposava que a llarg termini els regnes d'Aragó passarien a la Corona de Castella. A canvi, Alfons VII de Castella retornava la sobirania efectiva sobre el Regne de Saragossa a Ramir II d'Aragó, qui al seu torn en cedia el control i la defensa a Alfons VII de Castella, sempre que quan morís el retornés a Ramir II d'Aragó, que n'havia esdevingut el sobirà efectiu, tot i que a la llarga passaria a la seva filla Peronella (Urraca), i pel matrimoni pactat, a Sanç de Castella, primogènit d'Alfons VII de Castella.

### Capítols matrimonials de Barbastre
La noblesa aragonesa rebutjà el casament de Peronella amb el fill Alfons VII de Castella, temorosos de caure sota el domini de Castella. Des del 24 d'agost del 1136, a l'11 d'agost del 1137 es va forjar un pacte entre Ramon Berenguer IV de Barcelona i Ramir II d'Aragó per tal de casar al jove comte de Barcelona amb la filla del rei, Peronella d'Aragó, que tenia un any d'edat.
El rei donà al comte la seva filla per muller amb el seu regne tal com s'estenia i havia posseït el seu pare i rei Sanç Ramires, rei d'Aragó i Pamplona, i pels seus germans els reis Pere I d'Aragó i Alfons I d'Aragó, quedant en llei i força els seus furs, costums i usatges que en temps dels seus predecessors havien tingut els aragonesos i eren vigents al regne. Quedava el comte com a rei en cas que la seva muller Peronella morís sense fills. També li encomanava les terres i súbdits en homenatge i jurament que li guardarien fidelment la vida i el cos del comte sense cap engany, i que l'obeirien lleialment, guardant la fidelitat que li devien a la seva filla, que era la seva senyora natural, amb la condició que si ella moria quedaria el regne subjecte al comte sense cap contradicció, i que el tindria i posseiria després de la mort del rei.
Per la seva part, el rei Ramir II seria rei mentre visqués, i seria senyor i pare en el regne d'Aragó i en els comtats del comte de Barcelona mentre li plagués.

### La confirmació d'Ayerbe
El 27 d'agost del 1137 el rei Ramir II d'Aragó confirmà de declaració feta setze dies abans relativa a la declaració d'írrites de qualsevulla donacions que poguera fer al regne d'Aragó. L'historiador Antonio Ubieto Arteta assenyalà que la raó d'aquest document podria ser que el rei Ramir II d'Aragó hagués fet alguna donació a particulars després de firmar els Capítols matrimonials de Barbastre (1137), però que amb aquest document es comprometia a no fer-ne mai més cap, si no comptava amb l'aprovació del comte Ramon Berenguer IV; i que si en feia cap més sense el consentiment del comte, la donació seria considerada nul·la.

### La renúncia pública de Saragossa
El 13 de novembre del 1137, uns tres mesos després del pacte matrimonial, Ramiro II de Aragón comunicà als seus súbdits que havia fet donació de la seva filla i del seu regne al comte Ramon Berenguer IV de Barcelona. L'historiador Antonio Ubieto Arteta interpreta el document com un pas més del rei Ramir II d'Aragó en el deixament de l'exercici de drets i prerrogatives, i on cedia pràcticament la potestas reial al comte Ramon Berenguer IV, reservant-se tan sols la fidelitat que el comte de Barcelona li devia a Ramir II com a rei d'Aragó.

### Tractat de Carrión
El Tractat de Carrión és un tractat signat el 21 de febrer del 1140 a Carrión de los Condes (Regne de Lleó) entre el comte de Barcelona i príncep d'Aragó Ramon Berenguer IV i Alfons VII de Castella pel qual el comte recuperà la tinença del regne de Saragossa, ocupat pel castellà, a canvi de retre homenatge a Alfons VII i cedir-li algunes viles. També s'estipulava la invasió i repartiment de Navarra entre Aragó i Castella.

### Cessions de les Orders militars a Ramon Bereguer IV
La Cessió dels Ordes militars són els tres tractats pels quals els Ordes militars cediren el 1140 i el 1141 a Ramon Berenguer IV, comte de Barcelona i príncep d'Aragó, els drets que havien rebut sobre les terres del difunt rei Alfons I «el Bataller» i que aquest els havia cedit.

### Casament de Ramon Bereguer IV amb Peronella I d'Aragó
El Casament de Ramon Berenguer IV i Peronella Ramires se celebrà l'agost del 1150 a Lleida. Donat que Peronella va néixer el 29 de juny de 1136, i que els Capítols matrimonials de Barbastre (1137) s'havien signat l'11 d'agost del 1137, tot plegat indicaria que l'agost del 1150 la reina Peronella havia complert ja els 14 anys, la majoria d'edat establerta pel dret canònic per a poder contraure matrimoni.

## Testament de Peronella
Estant de part, la reina ordenà el seu testament el 4 d'abril del 1152; en el testament deixava al fill que nasqués hereu del regne d'Aragó amb els límits que l'havia tingut el rei Alfons I d'Aragó, ordenant que mai fes per cap ciutat ni vila que heretés o guanyés als musulmans, cap mena de reconeixement als castellans. Així mateix ordenà que durant la vida del pare, el comte de Barcelona i príncep d'Aragó, fos governat per ell, i que després el succeís el seu futur fill. En cas que no visqués cap fill, que tot quedés en mans del seu marit, el comte de Barcelona. Així mateix ordenava que si en lloc d'un mascle tenia una filla, aquesta quedaria exclosa de la successió, declarant que aquesta fos casada conforme al seu rang i que el regne quedés pel seu marit el comte de Barcelona.
| « | A tots volem que arribi la notícia com jo Peronella, reina d'Aragó, jaient i laborant en el part, al costat de Barcelona, concedeixo, dono i fermament declaro al nen que des del meu úter, volent-Déu, ha de seguir, tot el regne aragonès, amb tots els comtats i bisbats i abadies, i amb totes les coses pertanyents al regne, com el rei Alfons millor sempre va tenir i hi va haver, a condició que el meu senyor i marit meu Ramon, comte de Barcelona, tingui, havi i posseixi íntegrament i poderosament sota el seu comandament i dominació tot el predit regne, amb tota la seva honor pertinent, durant tot el temps de la seva vida. Després de la seva mort quedi tot el sobre dit regne, íntegrament, el meu fill ja citat. Que si el meu fill morís sense legítim fill, tot el sobredit regne i honor, com ho va haver i va tenir el nobilíssima rei Alfons el concedeixo igualment i dono a l'esmentat marit meu Ramon, comte de Barcelona, per fer-ne tota la seva voluntat. Si una filla sortís del meu úter, que la casi honoríficament el meu ja citat marit, comte al·ludit, amb honor i riquesa, com millor li plagui a ell, i quedi al meu marit esmentat consolidat i lliure tota la seva voluntat, sense oposició de qualsevol home o dona. Dono per la meva ànima dos mil morabetins; mil a les esglésies d'Aragó, i mil a les esglésies del comtat de Barcelona, Girona, Besalú i Vic. Nomeno els meus marmessors a Guillem, bisbe de Barcelona, i Bernat, bisbe de Saragossa, i a Dadón, bisbe d'Osca, i a García Ortiz i Ferriz d'Osca, i Guillem de Castellvell i Arnau de Gerp, que divideixin i distribueixin els esmentats morabetins per les esglésies, els quals morabetins doni el meu marit el comte Ramon ja citat als meus sobredits marmessors. Feta la carta nonas d'abril (4 d'abril) any de l'encarnació del Senyor MCLII (1152) Sig+num de Peronella, reina d'Aragó, que aquest donatiu vaig fer, vaig signar, i tot el laudo i confirmo, en vida i en mort, i vaig enviar signar als testimonis. Sig + num Guillem, bisbe de Barcelona Sig + num Lope Íñiguez de Lluna Sig + num Guillem de Castellvell Sig + num Bernat de Belloch Sig + num Pero Arnal Sig + num Bernat Marcucio Sig + num Pero Primicero Sig + num Robert, ardiaca de Pamplona Sig + num abat de La Oliva Sig + num Calvet, prior de Tarazona Sig + num Ponç escrivà, que pregat escrigué això el dia i l'any que és a dalt | » |